# Henri-Antoine Bon de Lignim
Pour les articles homonymes, voir Bon.
Henri-Antoine Bon de Lignim (14 février 1777, Rochecorbon - ✝ 23 janvier 1856), est un général français du XIXe siècle.

## Biographie
Henri-Antoine Bon de Lignim est né, le 14 février 1777, à Rochecorbon (Indre-et-Loire). Élève de l'École militaire de Châlons (an III), il en sortit, l'année suivante, en qualité de lieutenant au 3e régiment d'artillerie à cheval.
De l'an IV à l'an XIII, il servit avec la plus grande distinction aux armées de Sambre-et-Meuse, du Rhin, du Danube et des côtes de l'Océan, et se signala, comme capitaine d'une compagnie d'ouvriers, puis comme aide de camp du général La Riboisière, aux batailles de Wurzbourg (3 septembre 1796), de Neuwied et de Hohenlinden.
Sous le premier Empire, il fut attaché à la Grande Armée, et commanda un des corps de réserve spéciaux à Friedland. Nommé inspecteur général du train, il passa en Espagne (1807), se trouva à la bataille d'Ocaña et exerça ensuite les fonctions de directeur général du parc d'artillerie de l'armée du Midi avec le grade de colonel (23 décembre 1810), de directeur de Bayonne et de directeur général des fonderies. Rappelé en 1813 dans la garde impériale, il combattit à Dresde, à Leipsick, à Hanau ; sa brillante conduite lui valut alors le titre de baron de l'Empire (16 août 1813). Il prit également part aux campagnes de France (1814) et de Belgique (1815).
Licencié avec toute l'armée, M. Bon de Lignim fut bientôt rappelé et jouit des faveurs de la seconde Restauration, qui le nomma d'abord directeur d'artillerie à Rennes (1816), puis colonel d'un régiment de la garde royale avec rang de maréchal de camp (15 janvier 1823).
Après la révolution de Juillet, il commanda l'École de la Fère (1830) et entra au Comité supérieur d'artillerie (1836). Admis, depuis 1839, dans le cadre de réserve, il a été relevé de la retraite où l'avait fait passer le décret d'avril 1848, par le décret de 1852.
Le baron Bon de Lignim est mort le 23 janvier 1856 à Versailles (Yvelines).

### Vie familiale
Le baron de l'Empire avait une sœur, Rosalie-Marie Bon de Lignim ( ✝ 26 mars 1863) qui épousa Jacques-François Lambron, dont le fils, Henry Lambron de Lignim, garde du corps ( ✝ 9 mai 1863 - Tours), sans postérité avait relevé le nom de son grand-oncle.

## État de service
- Élève de l'École militaire de Châlons (an III) ;
- Lieutenant au 3e régiment d'artillerie à cheval (an IV) ;
- Capitaine d'une compagnie d'ouvriers ;
- Aide de camp du général La Riboisière ;
- Inspecteur général du train ;
- Directeur général du parc d'artillerie de l'armée du Midi avec le grade de colonel (23 décembre 1810) ;
- Directeur de Bayonne ;
- Directeur général des fonderies ;
- Rappelé dans la garde impériale (1813) ;
- Directeur d'artillerie à Rennes (1816) ;
- Colonel du régiment d'artillerie à pied de la Garde royale avec rang de maréchal de camp (15 janvier 1823) ;
- Commandant de l'école d'Artillerie de la Garde Royale et directeur du Matériel d'Artillerie de la Garde Royale (21 janvier 1827 - 30 septembre 1830) ;
- Commandant de l'École d'artillerie de La Fère (25 décembre 1830 - 6 novembre 1836) ;
- Membre du Comité supérieur d'artillerie (6 novembre 1836 - 15 août 1839) ;
- Placé dans la section de réserve (15 août 1839) ;
- Admis en retraite (8 juin 1848, 11 février 1848) ;
- Replacé dans la section de réserve (1er janvier 1853).

## Campagnes
- Guerres de la Révolution française aux armées de Sambre-et-Meuse, du Rhin, du Danube et des côtes de l'Océan :
  - batailles de Wurzbourg (3 septembre 1796), de Neuwied et de Hohenlinden ;
- Guerres napoléoniennes :
  - Campagne de Pologne (1807) : bataille de Friedland,
  - Campagne d'Espagne (Empire) : bataille d'Ocaña,
  - Campagne de Saxe (1813) : batailles de Dresde, de Leipsick et de Hanau,
  - Campagne de France (1814),
  - campagne de Belgique (1815).

## Décorations
- Légion d'honneur :
  - Légionnaire (5 août 1804), puis,
  - Officier (28 juin 1807), puis,
  - Commandant de la Légion d'honneur (1er mai 1821) ;
- Ordre royal et militaire de Saint-Louis :
  - Chevalier de l'ordre royal et militaire de Saint-Louis (20 août 1814).

## Titres
- Chevalier de l'Empire (30 octobre 1810), puis,
- Baron de l'Empire (16 août 1813, confirmé le 9 décembre 1814).

## Pensions, rentes, etc.
- Donataire en Westphalie (2 000 francs) par décret du 19 mars 1808 ;

## Armoiries
| Figure | Blasonnement |
|        | Armes du chevalier Bon de Lignim et de l'Empire (lettres patentes du 30 octobre 1810) D'argent à trois têtes de léopards de sable 1 et 2 accompagnées en pointe d'une tour donjonnée d'azur, ouverte du champ, maçonnée de sable ; à la bordure de gueules chargée du signe des chevaliers légionnaires. |
|        | Armes du baron Bon de Lignim et de l'Empire (lettres patentes du 21 février 1814) D'argent à la tour crénelée de sable de trois pièces, ouverte du champ, surmontée de trois têtes de léopards de sable, 1 et 2 ; au franc-quartier des Barons militaires.,                                              |